# 万民乡
万民乡，是中华人民共和国湖南省湘西土家族苗族自治州永顺县下辖的一个乡镇级行政单位。

## 行政区划
万民乡下辖以下地区：
海角村、万民村、新农村、洞坪村、五伦村、崧溪村、青龙村和西库村。